# Эмблема Турции
Эмблема Турции (тур. Türkiye Cumhuriyeti'nin ulusal arması) — один из символов Турецкой Республики, наряду с флагом и гимном. 
У Турции с момента возникновения 29 октября 1923 года из метрополии Османской империи, до сегодняшнего времени нет официально утверждённого и принятого как один из государственных символов официального герба или эмблемы. Вместо него, в качестве эмблемы или герба фактически используется изображение полумесяца и пятиконечной звезды красного цвета. В первые годы после образования Турции, Министерством просвещения Турецкой Республики в 1925 году был организован конкурс на проект национального герба республики. На суд жюри художниками и геральдистами как из самой Турции, так и из за рубежа были представлены множество проектов. Победившим был признан проект, представленный самсунским художником Намыком Исмаилом. Герб Турции по проекту Намыка Исмаила состоял из щита красного цвета, внутри которого изображены вертикально, обращённые вверх полумесяц и пятиконечная звезда белого цветов, ниже которых изображён бело-серый волк. Сам щит снизу и по бокам был окружён двумя ветвями с колосьями пшеницы, которых соединяет некая печать, а сверху щита изображён горящий факел. Ожидалось, что Великий национальный меджлис Турецкой Республики утвердит данный проект в качестве официального герба молодой республики, и признает его одним из государственных символов, но этого по разным причинам не произошло.
Министерство культуры и туризма Турции использует стилизованное изображение гордиева узла в качестве своей эмблемы. Существует также особый логотип в виде стилизованного тюльпана, используемый в рекламно-туристических целях.
- Герб Османской империи
- Проект государственного герба. Автор Намык Исмаил-бей, 1925 год
- Круглый флаг, используемый в качестве знака национальными спортивными командами и спортсменами, а также для других полуофициальных целей
- Эмблема президента Турции[2]
- Версия, используемая Министерством иностранных дел, посольствами и консульствами